# Hubert Mackus
H.J.H. (Hubert) Mackus (Nederweert, 17 januari 1978) is een Nederlandse bestuurder en CDA-politicus. Sinds 19 juli 2022 is hij wethouder van Maastricht. Van 1 januari 2017 tot 26 maart 2021 was hij lid van de Gedeputeerde Staten van Limburg.

## Biografie

### Opleiding en loopbaan
Mackus ging tot 1995 naar het havo aan de Philips van Horne Scholengemeenschap. Daarna studeerde hij Voeding & Marketing aan de Zuyd Hogeschool. Hij was tot 2003 werkzaam in de voedingsmiddelenindustrie. Hij volgde ook de Kaderschool van het Steenkampinstituut. Hij was van 2003 tot 2005 persoonlijk medewerker van CDA-Tweede Kamerlid Nirmala Rambocus. Van 2005 tot 2008 was hij bestuursassistent van CDA-gedeputeerde van Limburg Herman Vrehen. Van 2008 tot 2012 was hij directeur op het partijbureau van het CDA Limburg.

### Politieke loopbaan
Mackus werd zelf politiek actief toen hij van 2002 tot 2012 namens het CDA lid van de gemeenteraad van Nederweert was. Vanaf 2006 was hij daar CDA-fractievoorzitter. Van 1998 tot 2002 was hij al burgerraadslid van Nederweert. Daarnaast was hij voorzitter van het CDJA in Limburg, de politieke jongerenorganisatie van het CDA, en afgevaardigde in het algemeen bestuur van het landelijke CDJA. Van 2012 tot en met 2016 was hij wethouder van Nederweert en eerste locoburgemeester.
Mackus was van 2011 tot en met 2016 lid van de Provinciale Staten van Limburg. Vanaf 2015 was hij daar CDA-fractievoorzitter. Vanaf 1 januari 2017 was hij lid van de Gedeputeerde Staten van Limburg. Hiermee volgde hij Patrick van der Broeck op die sinds 1 januari 2017 dijkgraaf is van het Waterschap Limburg.
Op 26 maart 2021 trad hij samen met CDA-gedeputeerde Ger Koopmans af in verband met een integriteitsschandaal rondom de Stichting Instandhouding Kleine Landschapselementen in Limburg (IKL) en oud-gedeputeerde Herman Vrehen.
Mackus werd op 19 juli 2022 beëdigd als CDA-wethouder in het college van burgemeester en wethouders van Maastricht. Hij volgde zijn partijgenoot Niels Peeters op, die, amper een maand na zijn beëdiging, door ziekte zijn werkzaamheden moest neerleggen. In zijn portefeuille heeft hij Economie; Water, natuur en landschap, dierenwelzijn; Sport en recreatie; Vergunningverlening en is hij stadsdeelwethouder van Maastricht-Oost en de 3e locoburgemeester.

### Persoonlijk
Mackus is getrouwd en stiefvader van drie kinderen. Op 16 december 2016 werd hij benoemd tot Lid in de Orde van Oranje-Nassau. Hij is geboren en getogen in Nederweert. Tot het wethouderschap in Maastricht was hij woonachtig in Ospel. Hij is naast zijn nevenfuncties ambtshalve op persoonlijke titel beschermheer van het Brits Militair Kerkhof te Nederweert, lid van de Raad van Advies van het Openluchtmuseum de Locht te Melderslo, voorzitter van Bucket Line, voorzitter van Stichting Kinderfonds Midden-Limburg en beschermheer van Schuttersbond EMM te Weert.